# Рид, Матис Джеймс
Джимми Рид (англ. Jimmy Reed; полностью Матис Джеймс Рид, англ. Mathis James Reed; 6 сентября 1925, Данлит, Миссисипи — 29 августа 1976, Окленд) — американский блюзовый певец, гитарист, автор песен.
Его манера исполнения характерна музыкальным минимализмом: кажущаяся вокальная небрежность, предельно лаконичные гитарные пассажи и незатейливый аккомпанемент на губной гармонике. Рид был одним из самых популярных авторов и исполнителей блюза 50-х, 60-х и способствовал своим творчеством росту популярности блюза.
В 1980 году был включён в созданный в том же году Зал славы блюза, а в 1991 году в Зал славы рок-н-ролла.

## Биография
Родился 6 сентября 1925 года в городке Данлейт, штат Миссисипи. Работал на хлопковых плантациях и вместе со своими братьями пел в местной баптистской церкви. В 1932 году он познакомился с Эдди Тэйлором, который дал ему первые уроки игры на гитаре и губной гармонике. 1939 году Рид бросил школу и стал зарабатывать на жизнь сезонными сельскохозяйственными работами на близлежащих фермах. В 1940 году Рид уезжает в Чикаго к одному из своих братьев, где работал на низкооплачиваемых должностях, пока в 1943 году не был призван на флот. После двухлетней службы во время Второй Мировой войны Рид вернулся в Миссисипи, где женился на Мэри Рид (известной впоследствии как «Мама Рид», англ. Mama Reed) и вместе с ней уехал в Гэри, неподалёку от Чикаго, где Джимми устроился на фабрику мясных консервов.
В свободное время он играл в блюзовых клубах, в начале 50-х играл в группе John Brim’s Gary Kings, аккомпанировал на гармонике старому другу гитаристу Эдди Тейлору, иногда музицировал на улице. Одним из первых Рид стал постоянно пользоваться специальным креплением для губной гармошки — «холдером». Эта конструкция позволяла ему одновременно петь, играть на гитаре и дуть в гармошку.
Первые 2 его сингла прошли незамеченными, но третий, You Don’t Have To Go вместе с Boogie In The Dark на обороте, поднялся до пятого места в ритм-энд-блюзовых чартах и открыл полосу хитов, длившуюся почти десятилетие.
Джимми Рид умер в Окленде, штат Калифорния в 1976 году, не дожив восьми дней до своего 51-го дня рождения. Он похоронен на кладбище в Линкольн-Уорте, штат Иллинойс.

## Дискография
- 1958 — I’m Jimmy Reed
- 1959 — Rockin' with Reed
- 1961 — Jimmy Reed at Carnegie Hall
- 1962 — Just Jimmy Reed
- 1962 — Wailin' the Blues
- 1963 — 12 String Guitar Blues
- 1963 — Preachin' the Blues [4 Track]
- 1964 — Jimmy Reed at Soul City [live]
- 1966 — Now Appearing
- 1967 — The New Jimmy Reed Album
- 1967 — Soulin'
- 1968 — T’Aint No Big Thing
- 1969 — New Jimmy Reed
- 1970 — As Jimmy Is
- 1971 — Found Love
- 1972 — Big Boss Man
- 1973 — I Ain’t from Chicago
- 1974 — Down in Virginia
- 1976 — The Blues Is My Business
- 1976 — Let the Bossman Speak
- 2001 — Big Boss Men [live]